# Frontinellina dearmata
Frontinellina dearmata là một loài nhện trong họ Linyphiidae.
Loài này thuộc chi Frontinellina. Frontinellina dearmata được Wladislaus Kulczynski miêu tả năm 1899.